# Aspila planaltina
Aspila planaltina är en fjärilsart som beskrevs av Robert W. Poole och Mitter 1993. Aspila planaltina ingår i släktet Aspila och familjen nattflyn. Inga underarter finns listade i Catalogue of Life.